# 이흥석
이흥석(李興錫, 1961년 3월 27일 ~ )은 대한민국의 노동운동가, 정치인으로 제21대 국회의원 선거 더불어민주당 경남 창원시 성산구 국회의원 후보였으며, 현재 경상남도당 창원시 의창구 지역위원장이다.

## 생애
노동운동가 출신으로,  전/마산. 창원 노동조합 총연합(마창노련) 초대, 2대, 3대, 5대 의장 역임하였다.

## 학력
- 1979년 9월 한백직업훈련원 기계공학과 수료
- 1983년 2월 마산공업고등학교 졸업
- 1987년 한국방송통신대학교 행정학과 4년 중퇴

## 경력
- 전/코리아타코마조선 노동조합 초대, 2대 위원장
- 전/마산. 창원 노동조합 총연합(마창노련) 초대, 2대, 3대, 5대 의장 역임
- 전/88년 노동법 개정을 위한 전국 노동조합 특별위원회 전국특위장
- 전/전국노동조합협의회 부위원장, 중앙위원
- 전/민주노총 마창협의회 의장
- 전/민주노총 경남본부 3대, 4대, 5대 본부장
- 전/공안합수부 및 백골단 해체를 위한 경남투쟁본부장
- 전/전교조 합법화를 위한 경남대책위 공동대표
- 전/6.15실천을 위한 경남본부 공동본부장
- 전/창원 통일 마라톤대회 대회장
- 전/5.1절 남북 노동자 통일축구대회 공동 집행위원장
- 전/노무현재단 경남 초대 운영위원
- 전/국민승리21 권영길 대통령후보 경남선대위 집행위원장
- 전/민주노동당 창립발기인 및 중앙위원
- 전/창원시 성산구 권영길 국회의원 선대본부장
- 전/국회의원 권영길 후원회 회장
- 전/무소속 김두관 경상남도지사 후보 선대위 공동본부장
- 전/박종훈교육감 선대위 공동본부장
- 전/문재인 대통령후보 노동특보
- 전/문재인 대통령후보 경남선대위 공동 상임위원장
- 전/민주노총 김명환 위원장후보 선대본부 상임본부장
- 전/김경수 경상남도지사후보 경남선대위 공동선대위원장
- 전/허성무 창원시장 공동선대본부장
- 전/더불어민주당 경상남도당 창원시 성산구 지역위원회 위원장
- 현/민주노총 경남지역본부 지도위원
- 현/(사)국제 이주무역  협동조합 이사
- 현/6월항쟁 정신계승 경남사업회 공동대표
- 현/경남 노동사회 연대포럼 상임대표
- 현/더불어민주당 경상남도당 부위원장
- 현/더불어민주당 중앙당 민생특별위원회 위원장
- 2022.10 ~ : 더불어민주당 경상남도당 상임수석부위원장
- 2024.05 ~ : 더불어민주당 경상남도당 창원시 의창구 지역위원회 위원장

## 역대 선거 결과
| 실시년도 | 선거   | 대수 | 직책     | 선거구             | 정당         | 득표수    | 득표율          | 순위 | 당락 | 비고 |
| -------- | ------ | ---- | -------- | ------------------ | ------------ | --------- | --------------- | ---- | ---- | ---- |
| 2020년   | 총선   | 21대 | 국회의원 | 경남 창원시 성산구 | 더불어민주당 | 20,662 표 | \| \| 15.82% \| | 3위  | 낙선 |      |
|          | 15.82% |      |          |                    |              |           |                 |      |      |      |